# Blackburnium neocavicolle
Blackburnium neocavicolle är en skalbaggsart som beskrevs av Henry Fuller Howden 1979. Blackburnium neocavicolle ingår i släktet Blackburnium och familjen Bolboceratidae. Inga underarter finns listade.